# WrestleMania Women's Battle Royal

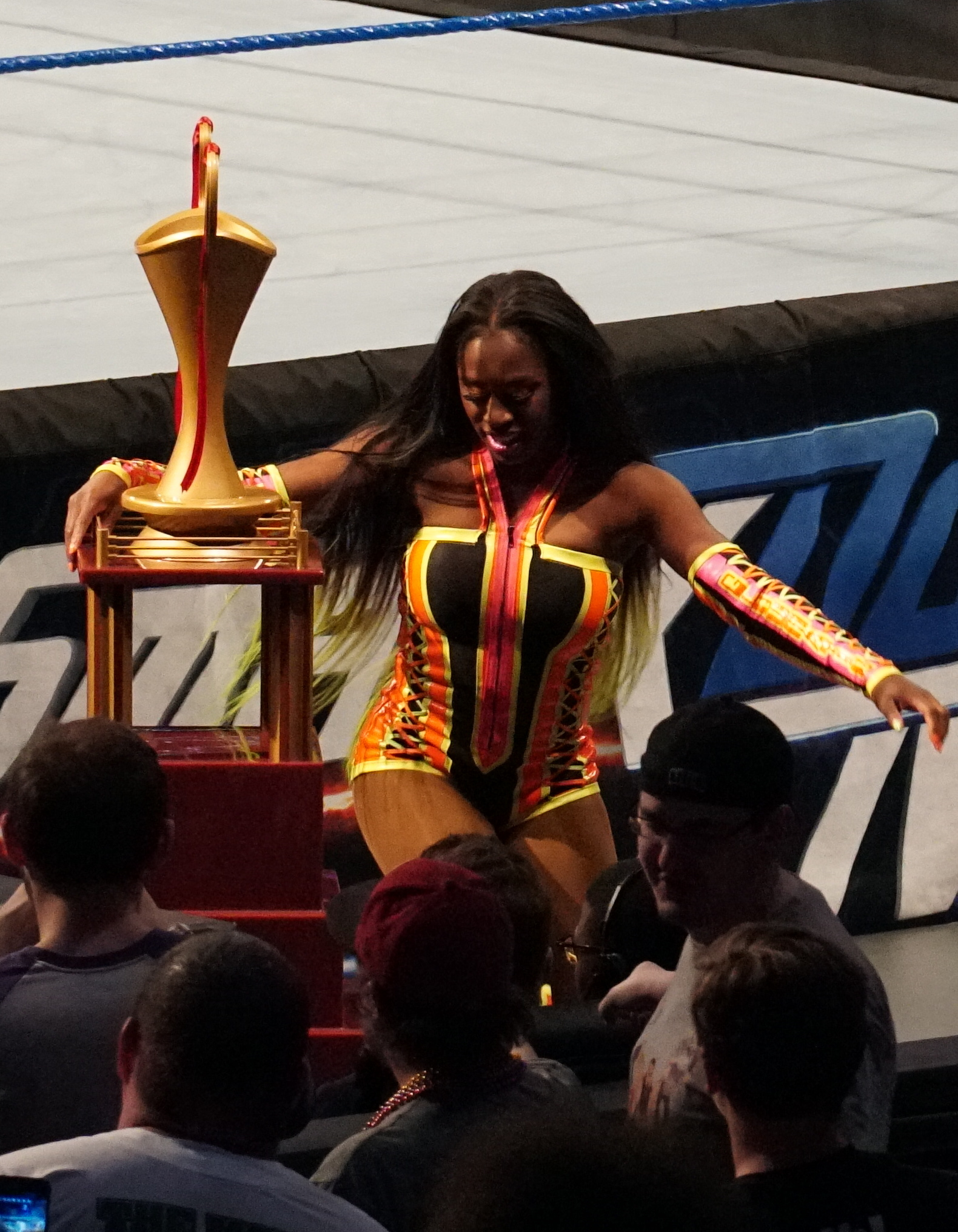
La primera ganadora Naomi junto al trofeo otorgado por su victoria.

El WrestleMania Women's Battle Royal fue un battle royal femenino de lucha libre profesional celebrado por la promoción de lucha libre profesional WWE en su evento anual WrestleMania.
El combate fue nombrado originalmente The Fabulous Moolah Memorial Battle Royal en honor a The Fabulous Moolah, un miembro del WWE Hall of Fame considerada por la WWE como una pionera de la lucha libre femenina. Sin embargo, su nombre fue eliminado del combate después de la reacción de los fanáticos debido a la controversia que rodeaba el pasado de Moolah.
Esta es la contraparte femenina del André the Giant Memorial Battle Royal, que se presentó por primera vez en WrestleMania XXX.

## Historia
En el episodio del 12 de marzo de 2018 de Raw, la WWE anunció que establecería el The Fabulous Moolah Memorial Battle Royal en honor a The Fabulous Moolah, y que la primera lucha se llevaría a cabo el 8 de abril en WrestleMania 34, y la ganadora recibiría un trofeo conmemorativo (hecho en la semejanza de Moolah). Después de una controversia sobre su decisión de honrar a Moolah, la WWE cambió el nombre a «WrestleMania Women's Battle Royal». El trofeo fue posteriormente renombrado, y rediseñado como una simple copa dorada con borlas sobre la base del trofeo. El trofeo fue ganado por Naomi, después de que eliminó por último a Bayley de la battle royal.
El combate estaba programado para regresar en WrestleMania 35 el 7 de abril de 2019. Este segundo combate ocurrió durante el pre-show de Kickoff del evento y fue ganado por Carmella, quien eliminó por último a Sarah Logan de la battle royal.
En WrestleMania 36, no se realizó el combate debido a la pandemia del COVID-19, al igual que el André the Giant Memorial Battle Royal. Las restricciones sanitarias derivadas de la pandemia se levantaron más tarde, y aunque la batalla real varonil regresó en 2021, no se han celebrado más este combate de WrestleMania.

## Ganadoras
| Luchadora | Fecha              | Lugar                         | WrestleMania    | Eliminó última a |
| --------- | ------------------ | ----------------------------- | --------------- | ---------------- |
| Naomi     | 8 de abril de 2018 | Nueva Orleans, Luisiana       | WrestleMania 34 | Bayley           |
| Carmella  | 7 de abril de 2019 | East Rutherford, Nueva Jersey | WrestleMania 35 | Sarah Logan      |

## Récords y estadísticas

### Datos generales
- El battle royal de WrestleMania 34 duró 9:50 mientras que el battle royal de WrestleMania 35 duró 10:30.
- La luchadora que cuenta con más eliminaciones acumulativas es Sarah Logan con 6. Le siguen Bayley y Sasha Banks con 5 eliminaciones cada una; y Sonya Deville con 4.
- Las participantes que provinieron de NXT para el battle royal fueron Bianca Belair, Dakota Kai, Kairi Sane, Kavita Devi, Peyton Royce, Taynara Conti y Candice LeRae. Además, Kairi Sane es la primera luchadora de NXT que participa dos veces consecutivas en la misma lucha bajo la misma marca.
- El Battle Royal que tuvo más participantes fue el del Wrestlemania 34 con 20 luchadoras, mientras que el que tuvo menos participantes fue el de Wrestlemania 35 con 17 luchadoras.

### Número de participantes
El color verde ██ indica las superestrellas que son parte del roster principal, amarillo ██ indica las superestrellas invitadas de NXT.
| Luchadora      | 34   | 35   | 36         | 37         | 38         | 39         | XL         | 41         |
| Luchadora      | 34   | 35   | Sin Evento | Sin Evento | Sin Evento | Sin Evento | Sin Evento | Sin Evento |
| -------------- | ---- | ---- | ---------- | ---------- | ---------- | ---------- | ---------- | ---------- |
| Asuka          |      | Sí   |            |            |            |            |            |            |
| Bayley         | Sí   |      |            |            |            |            |            |            |
| Becky Lynch    | Sí   |      |            |            |            |            |            |            |
| Bianca Belair  | Sí   |      |            |            |            |            |            |            |
| Candice LeRae  |      | Sí   |            |            |            |            |            |            |
| Carmella       | Sí   | Ganó |            |            |            |            |            |            |
| Dakota Kai     | Sí   |      |            |            |            |            |            |            |
| Dana Brooke    | Sí   | Sí   |            |            |            |            |            |            |
| Ember Moon     |      | Sí   |            |            |            |            |            |            |
| Kairi Sane     | Sí   | Sí   |            |            |            |            |            |            |
| Kavita Devi    | Sí   |      |            |            |            |            |            |            |
| Lana           | Sí   | Sí   |            |            |            |            |            |            |
| Liv Morgan     | Sí   | Sí   |            |            |            |            |            |            |
| Mandy Rose     | Sí   | Sí   |            |            |            |            |            |            |
| Maria Kanellis |      | Sí   |            |            |            |            |            |            |
| Mickie James   | Sí   | Sí   |            |            |            |            |            |            |
| Naomi          | Ganó | Sí   |            |            |            |            |            |            |
| Natalya        | Sí   |      |            |            |            |            |            |            |
| Nikki Cross    |      | Sí   |            |            |            |            |            |            |
| Peyton Royce   | Sí   |      |            |            |            |            |            |            |
| Ruby Riott     | Sí   | Sí   |            |            |            |            |            |            |
| Sarah Logan    | Sí   | Sí   |            |            |            |            |            |            |
| Sasha Banks    | Sí   |      |            |            |            |            |            |            |
| Sonya Deville  | Sí   | Sí   |            |            |            |            |            |            |
| Taynara Conti  | Sí   |      |            |            |            |            |            |            |
| Zelina Vega    |      | Sí   |            |            |            |            |            |            |

### Número de eliminaciones por WrestleMania
- Datos hasta WrestleMania 41.

| Luchadora   | Nº de eliminaciones | WrestleMania |
| ----------- | ------------------- | ------------ |
| Bayley      | 5                   | 34           |
| Sasha Banks | 5                   | 34           |
| Asuka       | 3                   | 35           |
| Sarah Logan | 3                   | 34 y 35      |
| Ruby Riott  | 3                   | 34           |

### Número de eliminaciones en total
- Datos hasta WrestleMania 41.

| Luchadora     | Nº de eliminaciones | Participaciones |
| ------------- | ------------------- | --------------- |
| Sarah Logan   | 6                   | 2               |
| Bayley        | 5                   | 1               |
| Sasha Banks   | 5                   | 1               |
| Sonya Deville | 4                   | 2               |
| Ruby Riott    | 4                   | 2               |

## Controversia por nombre

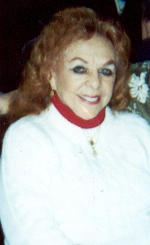
The Fabulous Moolah en 2001.

La decisión de celebrar una battle royal en honor a The Fabulous Moolah provocó reacciones significativamente negativas de los fanáticos. Tufayel Ahmed de Newsweek escribió que Moolah «no es exactamente el bastión del empoderamiento femenino que se proclama que es», con «años de acusaciones» de que había «monopolizado la lucha libre femenina en América del Norte», tomó un gran porcentaje de la paga de otras luchadoras, y que «mujeres fueron sexualmente explotadas bajo su tutoría». Jason Powell, de Pro Wrestling Dot Net, criticó el tributo ya que no «encaja exactamente con lo que la WWE quiere que represente el push de la división femenina». David Bixenspan, de Deadspin, señaló que, dados los presuntos abusos de Moolah, los fanáticos fueron particularmente desalentados por el personal de la WWE que describía a Moolah como una «pionera de la igualdad de las mujeres». WWE también promovió a Moolah como «desafiante a las normas de género de un deporte una vez dominado por hombres», pero Bixenspan describió a Moolah luchando y enseñando a sus alumnas un «estilo en el ring bajo en atletismo y alto en tirones del pelo», relegado la lucha de mujeres a «poco más que un espectáculo secundario» en lugar de una «atracción titular legítima» en la era anterior. Mad Maxine, una luchadora entrenada por Moolah, comentó que Moolah era la persona más «monstruosa» que había conocido, y que la lucha libre es «sobre generar heat. Y no se puede obtener más heat que nombrar un combate en nombre de The Fabulous Moolah».
El 12 de marzo, una petición de change.org apareció en línea exigiendo a la WWE que cambiara el nombre del The Fabulous Moolah Memorial Battle Royal, que alcanzó su objetivo de 10 000 firmas. Inicialmente, WWE reaccionó desactivando la sección de comentarios de su video de YouTube que anunciaba el combate. Más tarde, Snickers, el principal patrocinador de WrestleMania 34, calificó la decisión de honrar a Moolah como «inaceptable» y dijo que estaban «comprometidos con la WWE para expresar nuestra decepción». El 14 de marzo, WWE renombró el combate «WrestleMania Women's Battle Royal», eliminando el nombre de Moolah del evento.